# 永北府
永北府，清朝时设置的府。
康熙三十七年（1698年）升北胜直隶州置，治所在今云南省永胜县。属云南省。辖境相当今云南省永胜、华坪二县及宁蒗彝族自治县等地。乾隆三十五年（1770年）复降为永北直隶厅。

## 外部連結
[在维基数据编辑]
 《欽定古今圖書集成·方輿彙編·職方典·永北府部》，出自陈梦雷《古今圖書集成》